# Старе Жаге
Старе Жаге (словен. Stare Žage) — поселення в общині Доленьське Топлице, регіон Південно-Східна Словенія, Словенія. Висота над рівнем моря: 250,2 м.